# Robert Angot de L'Éperonnière
Pour les articles homonymes, voir Angot.

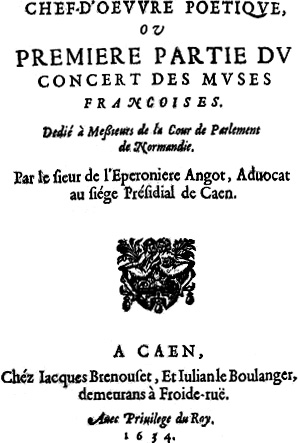
Le chef d’œuvre poétique d’Angot de l’Éperonnière

Robert Angot, sieur de l’Éperonnière, né à Caen en 1581 et mort en 1646, est un poète satirique français.

## Biographie
Robert Angot était avocat au Présidial de Caen. Orphelin de bonne heure, il avait bénéficié de la protection de Nicolas de Malfilâtre, maître ordinaire des comptes en Normandie. C’était un plaideur acharné qui est allé jusqu’à mettre des factums en vers. Il appartient à la tradition de la satire normande dans la lignée de Vauquelin, Du Lorens, Courval-Sonnet et Auvray.
En qualité de poète, il a commencé par chanter ses amours avant de donner libre cours à sa verve satirique qui ne le disputait en rien à celle de Vauquelin de la Fresnaye. Il a écrit, entre autres, une épître pour blâmer Malherbe d’avoir quitté sa ville natale.

## Œuvres
- Le prélude poétique de Robert Angot, sieur de l'Éperonière, Paris, Robinot, 1603 gallica sur data.bnf.fr
- Les exercices de ce temps, contenans plusieurs Satyres contre les mauvaises mœurs. Roueuz & augmentez depuis les precedentes impressions, Rouen, Guillaume de La Haye, 1622 « gallica »
- Bouquetz poétiques, ou Remerciment à messieurs du présidial de Caen, sur la victoire d'un procez, par le sieur de l'Eperonnière Angot,, s. l., 1632
- Chef-d'œuvre poétique, ou Première partie du concert des muses françoises par le sieur de l'Eperonière Angot, Caen, J. Brenouset et J. Le Boulanger, 1634 « gallica »
- Les nouveaux satires et exercices gaillards de ce temps, divisés en neuf satires, auquel est adjousté l'Uranie ou muse céleste, dédié à monsieur des Hameaux, conseiller du roi, premier prédisent en sa cour des Aydes de Normandie, par R. Angot, seigneur de L'Eperoniere, Rouen, Michel l'Allemant, 1637

## Éditions
- Les nouveaux satires et exercices gaillards de Robert Angot, sieur de l'Éperonière, Éd. Prosper Blanchemain, Paris, Lemerre, 1877 « gallica »
- Les bouquets poétiques de Robert Angot, sieur de l'Éperonière, Éd. Prosper Blanchemain, Rouen, E. Cagniard, 1873 « gallica »
- Le chef-d’œuvre poétique de Robert Angot, sieur de l'Éperonière], Éd. Prosper Blanchemain, Rouen, Boissel, 1872 « gallica »
- Les exercices de ce temps, Éd. Frédéric Lachèvre, Paris, Hachette, 1924
- Œuvres satiriques d'Angot de l'Éperonnière, Éd. Frédéric Lachèvre, Paris, Firmin-Didot, 1929